# Metro de Chennai
El Metro de Chennai és el metro de la ciutat de Chennai, capital de Tamil Nadu, a l'Índia. Té dues línies que donen servei a 32 estacions en gairebé 45,1 km de xarxa, inclosos 36 km sota terra i la resta per viaducte. La primera línia ("línia blava") es va inaugurar el juny del 2015 després de 6 anys de treballs i la segona línia ("línia verda") va entrar en servei el 2016. Les dues línies es van ampliar en diverses etapes entre 2016 i 2019. Es preveu tres línies noves que sumen aproximadament 119 quilòmetres i donen servei a 126 estacions.
La ciutat de Chennai té una població en creixement constant d'uns 7,5 milions d’habitants. Des de la dècada de 1930, té una xarxa de ferrocarrils suburbans que comprèn tres línies que transporten 1,4 milions de persones diàries en un dia feiner (2012). Aquestes línies són Chennai Central - Gummidipundi (48 km, 16 estacions), Chennai Central fins a Arakkonam (69 km, 29 estacions) i Plage - Tambaram (30 km, 18 estacions).
El sistema principal de transport per carretera està saturat en hores punta i des de principis dels anys noranta es van dur a terme diversos estudis a petició de les autoritats locals per intentar posar-hi remei.

## Llançament del projecte
El 2003 un estudi de viabilitat va identificar 7 passadissos amb potencial per a la instal·lació d’una línia de metro. A petició del govern de l'Estat de Tamil Nadu, l'oficina de disseny de la companyia que opera el metro de Delhi va redactar el 2007 un informe que detallava les rutes i les característiques tècniques. Una primera fase que consistia en la construcció de dues línies (línies verdes i blaves) en un total de 45,1 quilòmetres va ser aprovada per la comissió de planificació del govern central l'abril de 2008. S’estimava que les dues línies transportarien al voltant de 750.000 passatgers al dia diàriament el 2016 i el ritme de creixement del nombre de passatgers rondaria el 5% anual. Es va contractar un préstec de bancs japonesos per finançar la realització dels treballs de la primera fase.

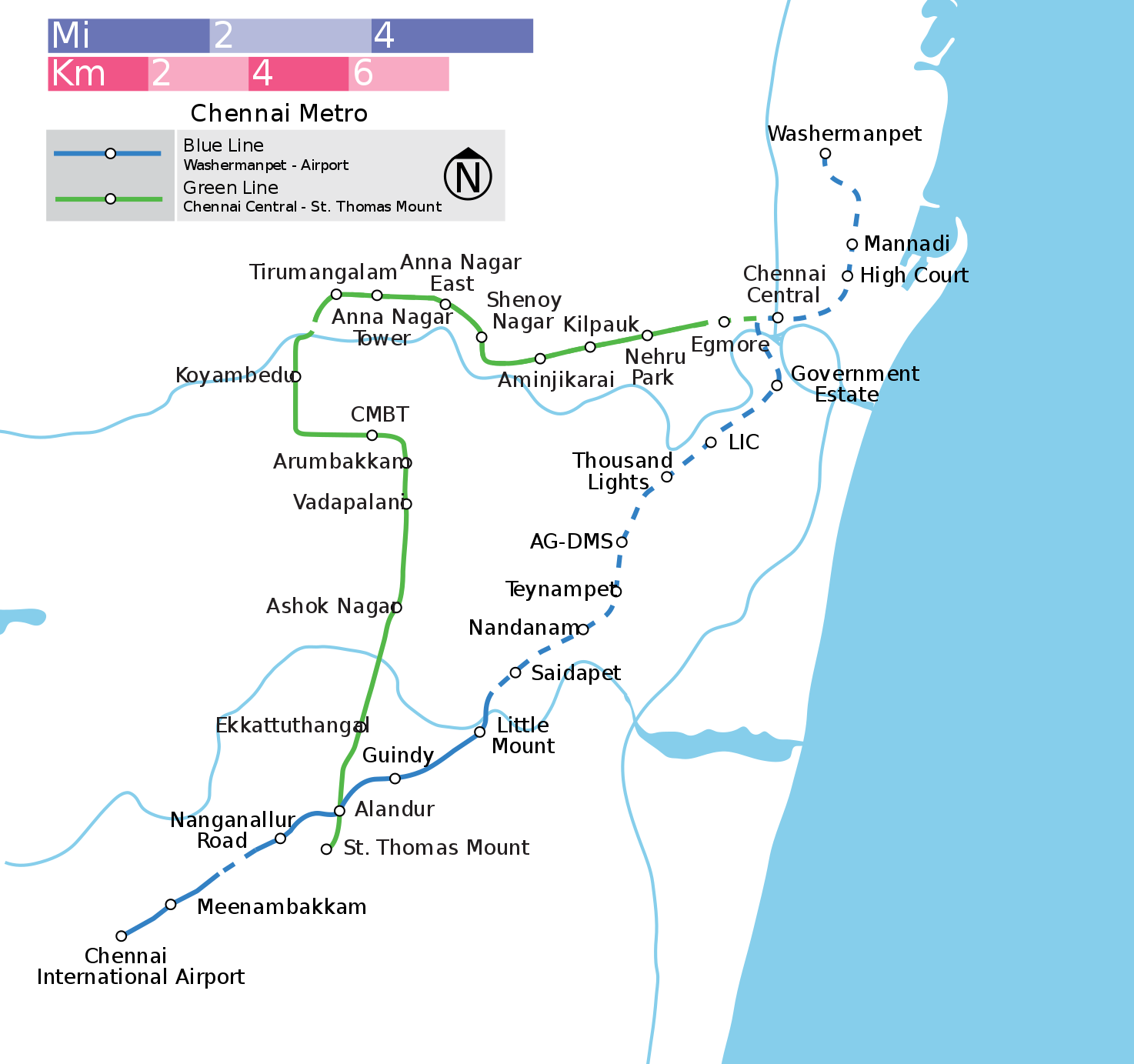
Mapa de les línies verdes i blaves.

## Característiques tècniques de la fase 1 (projecte)
Les línies verdes i blaves de la primera fase havien de ser subterrànies a la part densa de l’aglomeració i en viaducte a la resta de la xarxa. La part subterrània realitzada principalment per perforadores de túnels té una profunditat mínima de 12 metres. Es tria una via normal amb preferència a la via ampla que s’utilitza a la xarxa ferroviària índia per estar a prop dels estàndards mundials. Els trens circulen a una velocitat màxima de 80 km/h. La velocitat comercial prevista és de 34 km/h. Els trens que funcionen amb catenària a 25 kV inclouen de 4 a 6 cotxes climatitzats amb una capacitat màxima d'entre 1.038 i 1.580 passatgers. El servei s’ha de prestar 19 hores al dia (de 5 a 24 h). Està prevista la construcció de dues cotxeres.

## Construcció de les línies de la fase 1
La construcció de les línies verda i blava va començar el 2009. Hi participen moltes empreses estrangeres: Alstom subministra els trens, Siemens les instal·lacions elèctriques, Nippon Signal la bitlletera. Les perforadores de túnels són subministrades principalment per empreses alemanyes. La construcció de túnels va començar el juliol de 2012. La primera secció de la línia blava entra en servei el 21 de setembre de 2016, mentre que la primera secció de la línia verda està oberta el 29 de juny de 2015. Entre el 2016 i el 2019 es van inaugurar cinc extensions.

## Segona fase
Una segona fase consisteix a portar la xarxa a tres línies addicionals per a 104 i 104 estacions. El projecte es trobava a principis del 2019 a l'espera d’un acord de les autoritats centrals.
A principis del 2019, la xarxa de metro de Chennai inclou dues línies –la línia verda i la línia blava– d'aproximadament la mateixa longitud (23,1 km i 22 km) orientades sud-oest / nord-est. Les dues línies són subterrànies a la part que dona servei a les zones més denses de l’aglomeració (24 km) i en un viaducte a la resta del recorregut (22,1 km). Les dues línies es creuen en dues estacions de connexió: Central i Allandur. La senyalització és bilingüe - tàmil (la llengua parlada pels habitants de la ciutat) i anglès - amb algunes indicacions en estacions en sànscrit. Les andanes de les estacions, servides el 2019 per conjunts de trens de 4 cotxes, són prou llargues per contenir trens de 6 cotxes.
| Línia       | Data d'inauguració     | Terminals       | Terminals                         | Llargada                                             | Estacions | Data darrera ampliació |
| ----------- | ---------------------- | --------------- | --------------------------------- | ---------------------------------------------------- | --------- | ---------------------- |
| Línia blava | 21 de setembre de 2016 | Washermanpet    | Aeroport internacional de Chennai | 23,1 km (14,3 km sota terra, 8,8 km de pas superior) | 17        | 10 de febrer de 2019   |
| Línia verda | 29 de juny de 2015     | Estació central | Mont Saint-Thomas                 | 22 km (9,7 km sota terra, 12,3 km viaducte)          | 17        | 10 de febrer de 2019   |
| Total       |                        |                 |                                   | 45,1 (24 km sota terra, 21,1 km per viaducte         | 34        |                        |

## Galeria

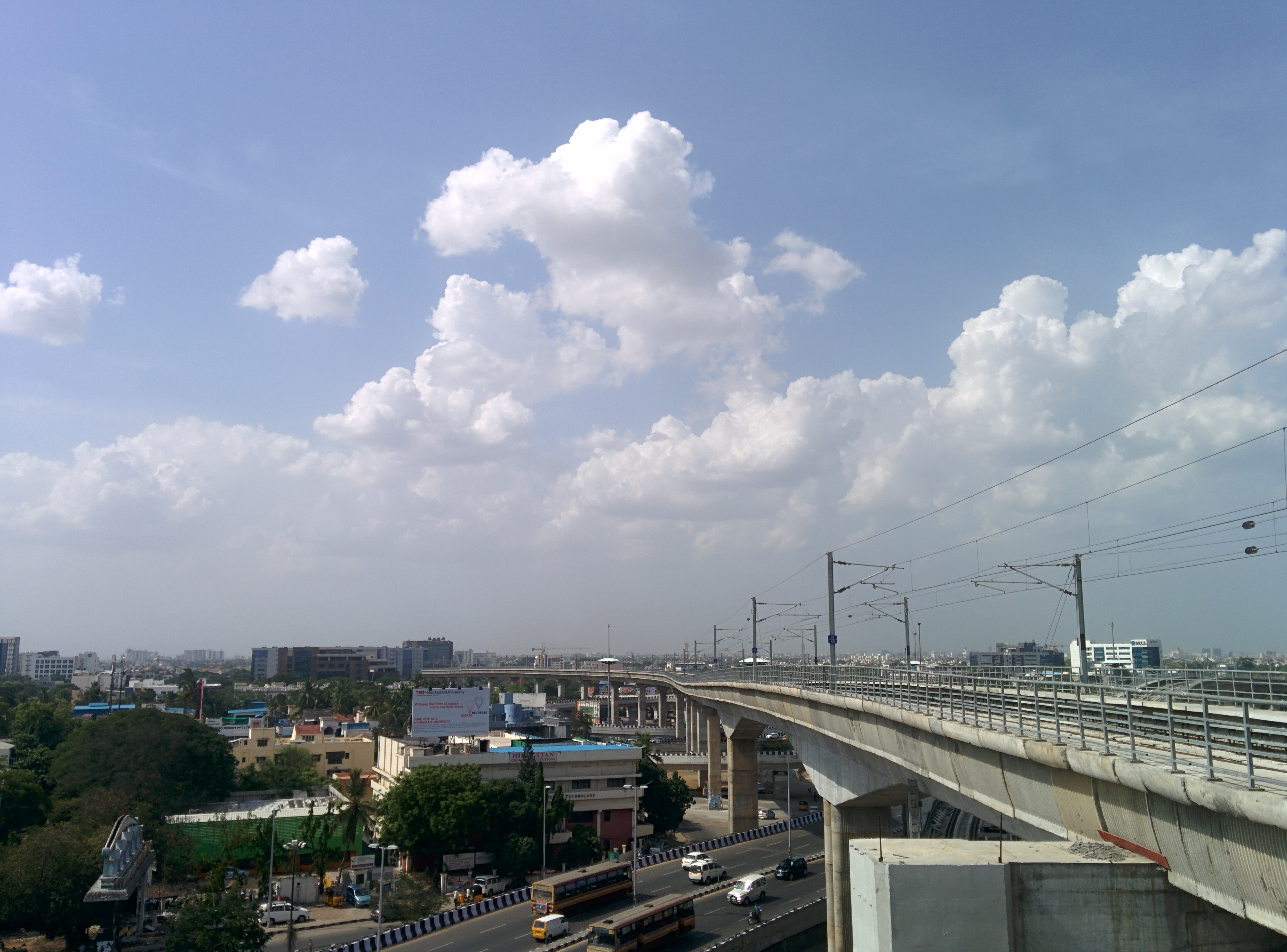
Vista del viaducte des de l'estació Alandur.
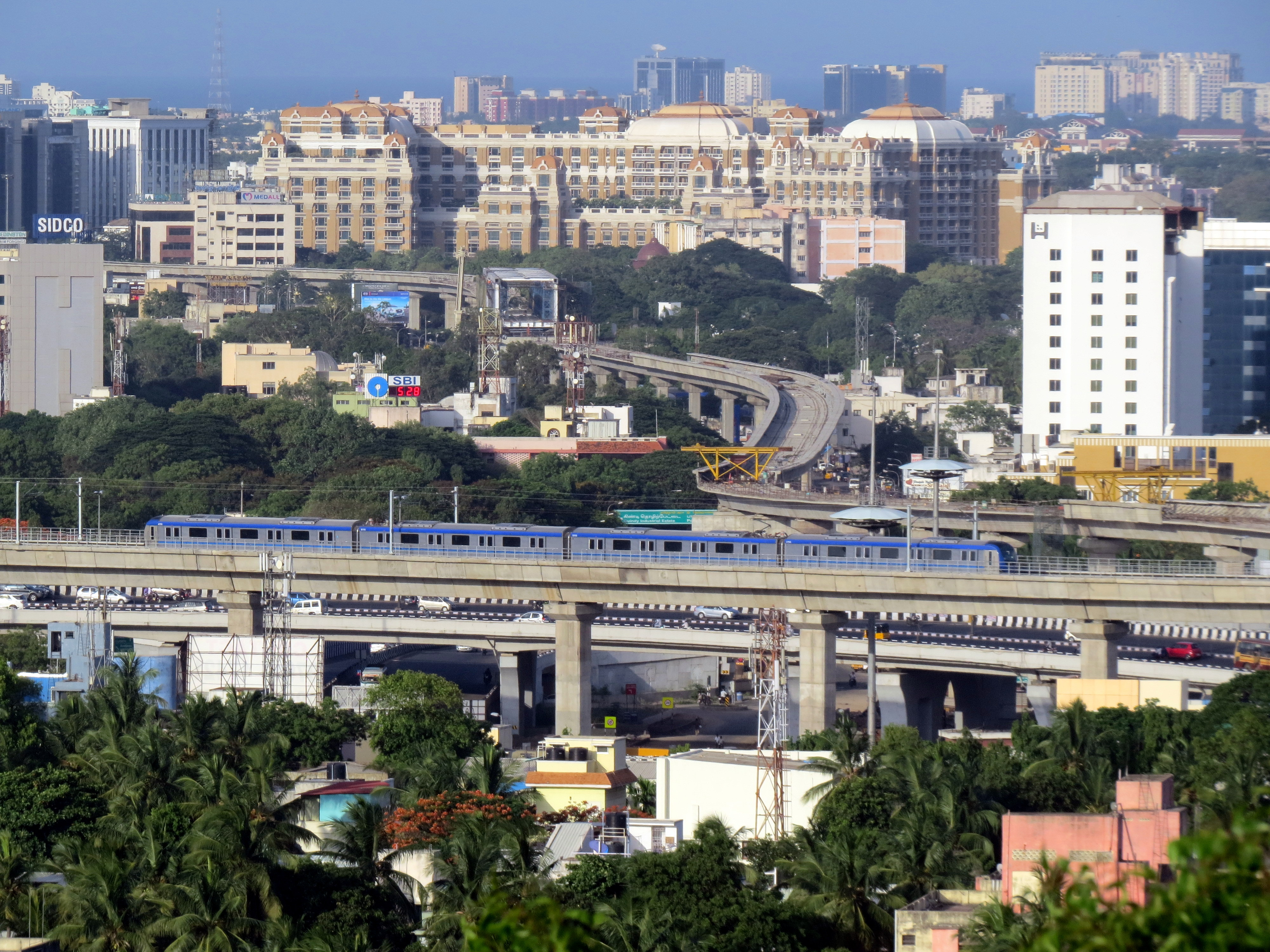
Primers viatges de prova.
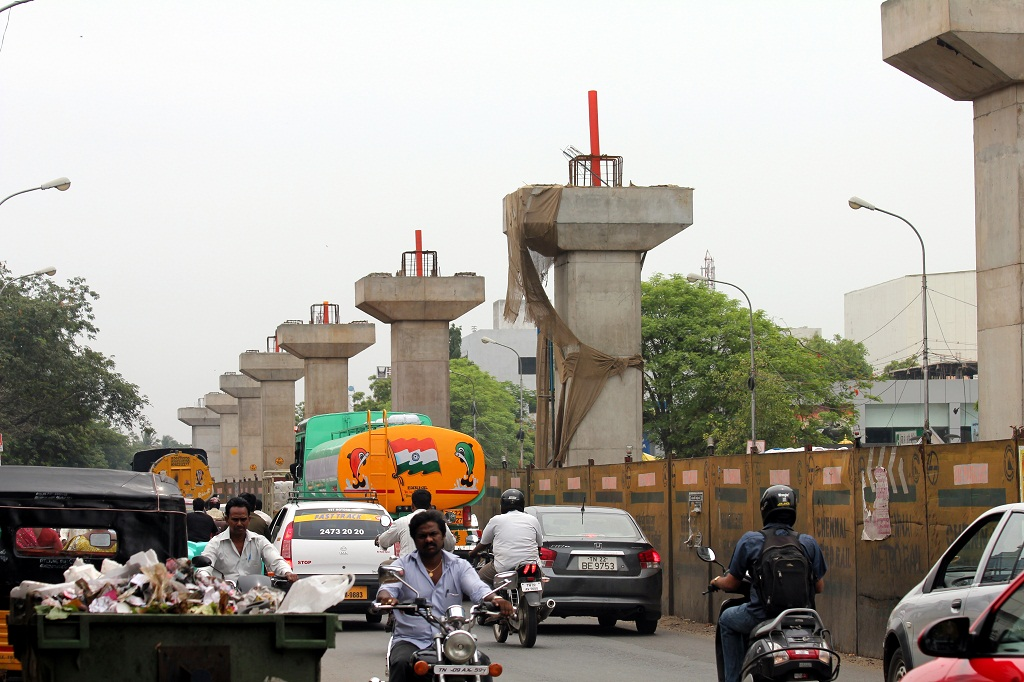
Construcció del viaducte.
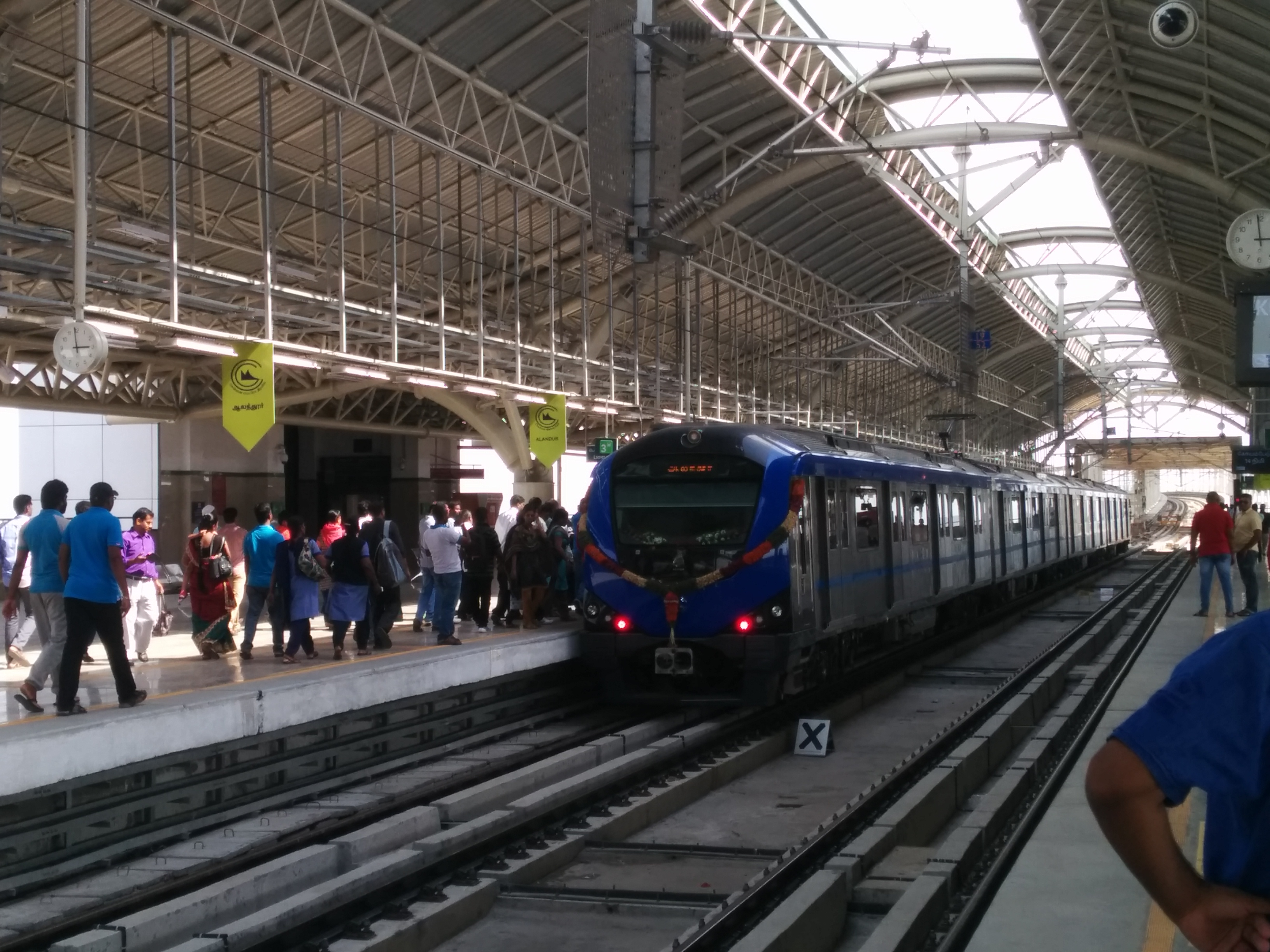
Tren inaugural.